# Authieux-Ratiéville
Pour les articles homonymes, voir Les Authieux.
Authieux-Ratiéville est une commune française située dans le département de la Seine-Maritime en région Normandie.

## Géographie

### Localisation
|               | Frichemesnil        | Bosc-le-Hard        |
| Clères        | Authieux-Ratiéville | Claville-Motteville |
| Mont-Cauvaire | Fontaine-le-Bourg   |                     |

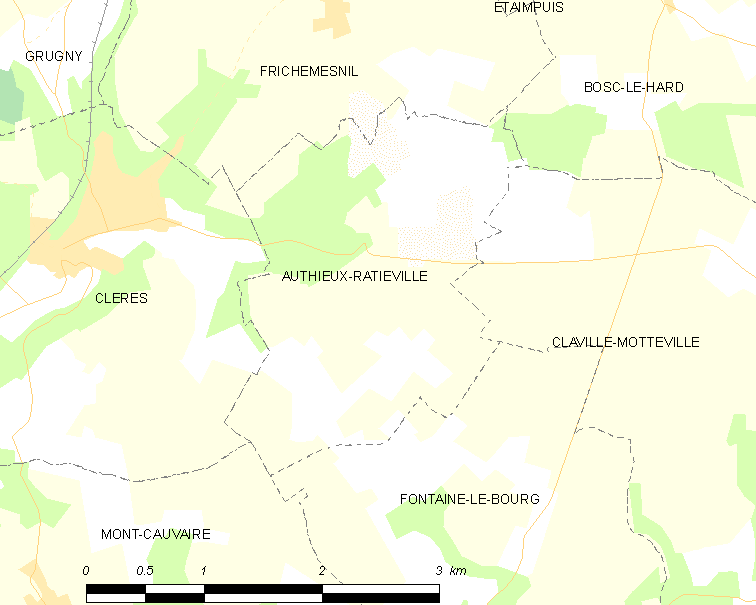
Carte de la commune.

Authieux-Ratiéville est une commune du pays de Rouen ou Rouënnais située dans le canton de Bois-Guillaume.

### Hydrographie
La commune est située dans le bassin Seine-Normandie. Elle n'est drainée par aucun cours d'eau.

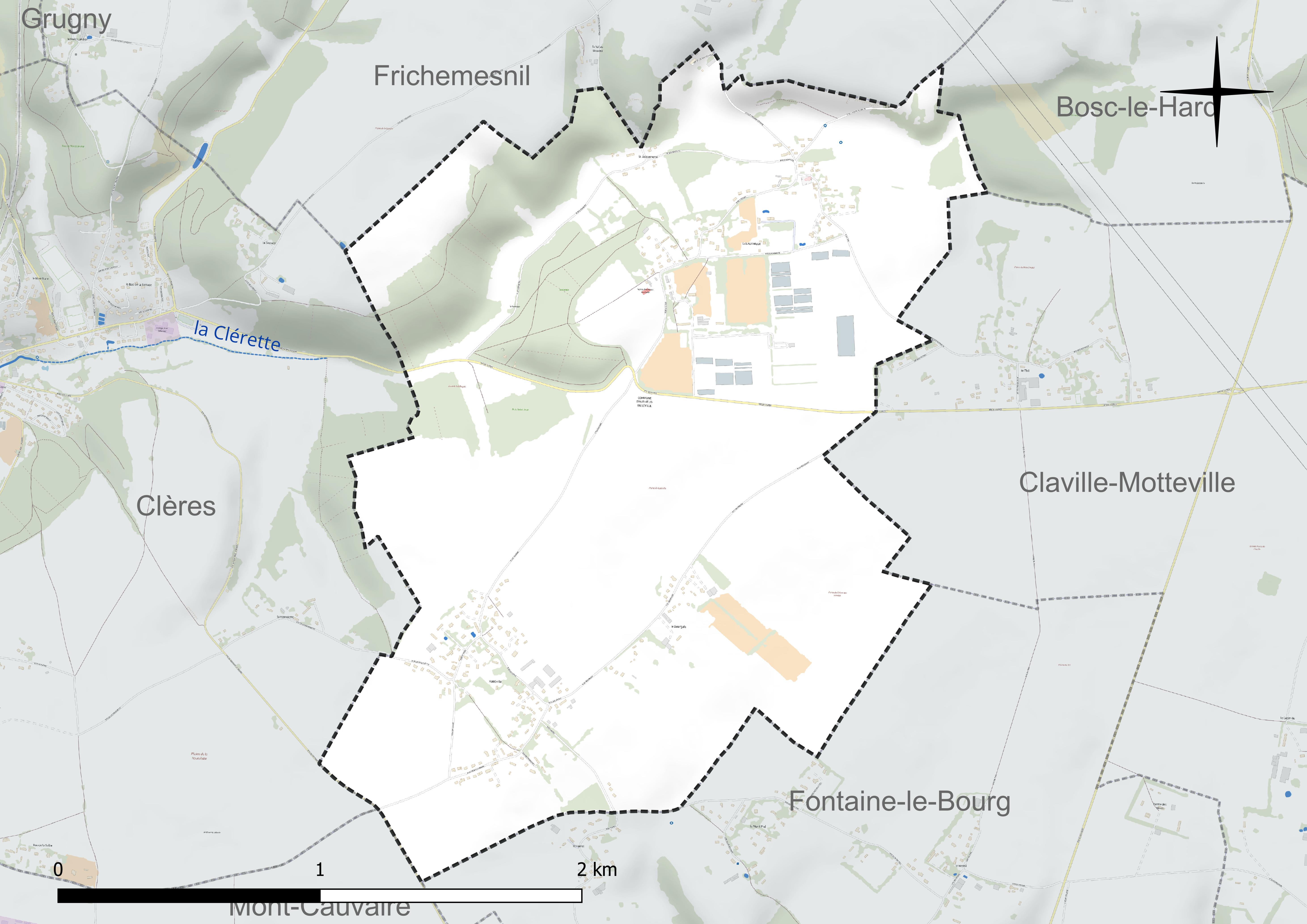
Réseau hydrographique d'Authieux-Ratiéville.

### Climat
Pour des articles plus généraux, voir Climat de la Normandie et Climat de la Seine-Maritime.
En 2010, le climat de la commune est de type climat océanique dégradé des plaines du Centre et du Nord, selon une étude du CNRS s'appuyant sur une série de données couvrant la période 1971-2000. En 2020, Météo-France publie une typologie des climats de la France métropolitaine dans laquelle la commune est exposée à un climat océanique et est dans la région climatique Côtes de la Manche orientale, caractérisée par un faible ensoleillement (1 550 h/an) ; forte humidité de l’air (plus de 20 h/jour avec humidité relative > 80 % en hiver), vents forts fréquents. Parallèlement le GIEC normand, un groupe régional d’experts sur le climat, différencie quant à lui, dans une étude de 2020, trois grands types de climats pour la région Normandie, nuancés à une échelle plus fine par les facteurs géographiques locaux. La commune est, selon ce zonage, exposée à un « climat maritime », correspondant au Pays de Caux, frais, humide et pluvieux, légèrement plus frais que dans le Cotentin.
Pour la période 1971-2000, la température annuelle moyenne est de 10,2 °C, avec une amplitude thermique annuelle de 13,5 °C. Le cumul annuel moyen de précipitations est de 877 mm, avec 13,3 jours de précipitations en janvier et 8,6 jours en juillet. Pour la période 1991-2020, la température moyenne annuelle observée sur la station météorologique la plus proche, située sur la commune de Rouen à 18 km à vol d'oiseau, est de 12,6 °C et le cumul annuel moyen de précipitations est de 817,9 mm,. Pour l'avenir, les paramètres climatiques de la commune estimés pour 2050 selon différents scénarios d’émission de gaz à effet de serre sont consultables sur un site dédié publié par Météo-France en novembre 2022.

## Urbanisme

### Typologie
Au 1er janvier 2024, Authieux-Ratiéville est catégorisée commune rurale à habitat dispersé, selon la nouvelle grille communale de densité à sept niveaux définie par l'Insee en 2022.
Elle est située hors unité urbaine. Par ailleurs la commune fait partie de l'aire d'attraction de Rouen, dont elle est une commune de la couronne,. Cette aire, qui regroupe 317 communes, est catégorisée dans les aires de 200 000 à moins de 700 000 habitants,.

### Occupation des sols
L'occupation des sols de la commune, telle qu'elle ressort de la base de données européenne d’occupation biophysique des sols Corine Land Cover (CLC), est marquée par l'importance des territoires agricoles (83,6 % en 2018), une proportion identique à celle de 1990 (83,6 %). La répartition détaillée en 2018 est la suivante : 
terres arables (52,1 %), prairies (25,8 %), forêts (16,4 %), zones agricoles hétérogènes (5,7 %). L'évolution de l’occupation des sols de la commune et de ses infrastructures peut être observée sur les différentes représentations cartographiques du territoire : la carte de Cassini (XVIIIe siècle), la carte d'état-major (1820-1866) et les cartes ou photos aériennes de l'IGN pour la période actuelle (1950 à aujourd'hui).

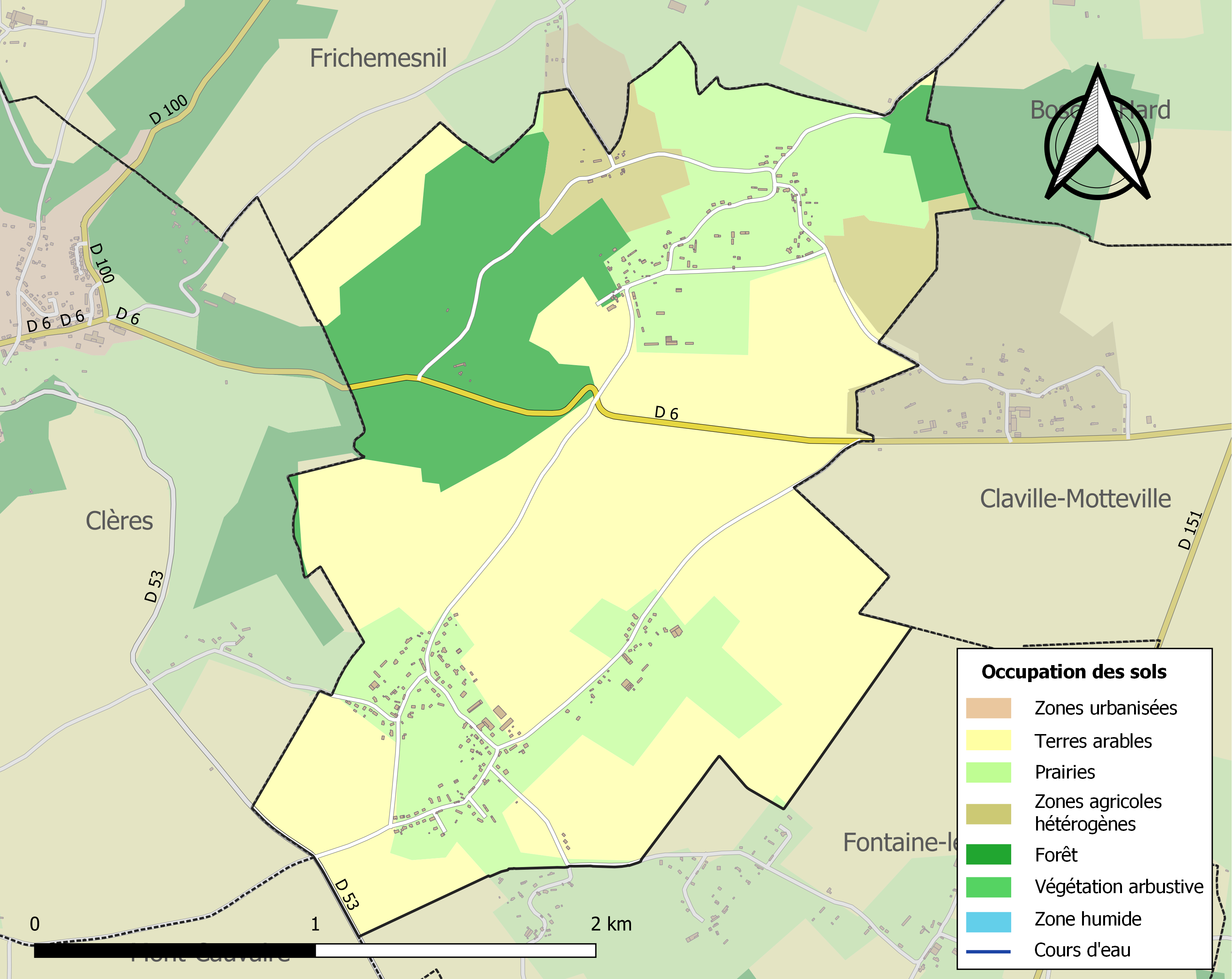
Carte des infrastructures et de l'occupation des sols de la commune en 2018 (CLC).

## Toponymie
Authieux : est attesté sous les formes de Altaribus vers 1140, les Authieux sur Clères du XVe au XVIIIe siècle.

Authieux est le pluriel archaïque du mot autel.
Ratiéville : est attesté sous la forme Rader Villa au XIe siècle.

Ratiéville signifierait la « ville de Ratharius », nom d'un homme germanique.

## Histoire
Cette paroisse longtemps attachée au comté de Clères est réunie à Ratiéville par ordonnance royale le 18 décembre 1822.
Ratierville avait déjà son église au début du XVe siècle : Saint-Gervais-et-Protais (en 1104, le pape Pascal II confirme à l'abbaye de Fécamp la possession de l'église de Fontaine-le-Bourg. Ce monastère confère de plein droit la cure, qui fait partie de son exemption. Selon un aveu du 12 août 1675, Fontaine-le-Bourg est une baronnie du domaine de l'abbaye de Fécamp, qui confère de plein droit la cure du lieu et à droit de présenter à celles de Saint-Georges, de Mont-Cauvaire, de Rathierville, de Tendos. La haute justice est exercée par un sénéchal, dont il y a appel au Parlement de Rouen, où cet officier doit comparaitre tous les ans).
La commune est formée des deux anciennes paroisses : Les Autels sur Clères et Ratiéville.

## Politique et administration
| Période                                  | Période                    | Identité           | Étiquette | Qualité                        |
| ---------------------------------------- | -------------------------- | ------------------ | --------- | ------------------------------ |
| Les données manquantes sont à compléter. |                            |                    |           |                                |
| 1848                                     |                            | Bondeville         |           |                                |
|                                          | 1900                       | Théophile Démarest |           |                                |
| 2001                                     | 2014                       | Daniel Gaillon     |           |                                |
| mars 2014                                | En cours (au 11 août 2020) | Serge Vallée       |           | Réélu pour le mandat 2020-2026 |

## Population et société

### Démographie
L'évolution du nombre d'habitants est connue à travers les recensements de la population effectués dans la commune depuis 1793. Pour les communes de moins de 10 000 habitants, une enquête de recensement portant sur toute la population est réalisée tous les cinq ans, les populations de référence des années intermédiaires étant quant à elles estimées par interpolation ou extrapolation. Pour la commune, le premier recensement exhaustif entrant dans le cadre du nouveau dispositif a été réalisé en 2006.

En 2022, la commune comptait 405 habitants, en évolution de −1,46 % par rapport à 2016 (Seine-Maritime : +0,35 %, France hors Mayotte : +2,11 %).
| 1793 | 1800 | 1806 | 1821 | 1831 | 1836 | 1841 | 1846 | 1851 |
| ---- | ---- | ---- | ---- | ---- | ---- | ---- | ---- | ---- |
| 210  | 198  | 225  | 205  | 290  | 311  | 311  | 307  | 285  |

| 1856 | 1861 | 1866 | 1872 | 1876 | 1881 | 1886 | 1891 | 1896 |
| ---- | ---- | ---- | ---- | ---- | ---- | ---- | ---- | ---- |
| 257  | 234  | 253  | 250  | 258  | 241  | 225  | 219  | 203  |

| 1901 | 1906 | 1911 | 1921 | 1926 | 1931 | 1936 | 1946 | 1954 |
| ---- | ---- | ---- | ---- | ---- | ---- | ---- | ---- | ---- |
| 206  | 202  | 196  | 193  | 199  | 170  | 157  | 171  | 195  |

| 1962 | 1968 | 1975 | 1982 | 1990 | 1999 | 2006 | 2011 | 2016 |
| ---- | ---- | ---- | ---- | ---- | ---- | ---- | ---- | ---- |
| 177  | 178  | 136  | 183  | 262  | 342  | 399  | 397  | 411  |

| 2021 | 2022 | - | - | - | - | - | - | - |
| ---- | ---- | - | - | - | - | - | - | - |
| 403  | 405  | - | - | - | - | - | - | - |

## Culture locale et patrimoine

### Lieux et monuments
- L'église Saint-Thomas-de-Cantorbéry.

### Personnalités liées à la commune
Liste des curés de Ratiéville[réf. nécessaire] :
- 1674-1715 Louis Bicquet ;
- 1715-1730 Jean Beaumont ;
- 1731-1762 Antoine Lemarchand ;
- 1762-1763 Leboucher ;
- 1763-1774 Armand Godefroy ;
- À la mort de Godefroy, Fontaine-le-Bourg dessert puis Claville. En 1822, l'abbé Vauquelin, curé de Claville, voyant l'état pitoyable de l'église, demande à l'autorité diocésaine l'autorisation de ne plus célébrer. Le maire de Ratiéville demande le rattachement aux Authieux accepté par le conseil municipal le 18 décembre 1822. Les vestiges de l'église et le terrain du cimetière seront vendus en 1865.

## Héraldique
| Blason de Authieux-Ratiéville | Blason  | D'argent au chevron de gueules accompagné de trois rameaux de trois feuilles de sinople; au chef de gueules chargé d'un léopard d'or armé et lampassé d'azur. |
| Blason de Authieux-Ratiéville | Détails | Le léopard d'or rappelle les armoiries de la Normandie. Auteur(s)J-F Binon.                                                                                   |